# Cmentarz garnizonowy przy ulicy Kopernika w Szczecinie
Cmentarz garnizonowy (do 1945 niem. Neuer Militär Kirchof) – dawny cmentarz wojskowy położony na terenie szczecińskiego Śródmieścia. Zajmował teren pomiędzy obecną ulicą Mikołaja Kopernika (Kurfürsten str.), Ks. Sambora (Johannisstr.) i pl. Zwycięstwa (Platz der Republik).

## Historia
Cmentarz oddano do użytku 25 marca 1846 r. Był on przeznaczony dla żołnierzy pruskich regimentów stacjonujących w pobliskich koszarach. Teren nekropolii z biegiem czasu ulegał zmniejszeniu. Pierwszy raz miało to miejsce w 1906 roku, kiedy to rozpoczęto budowę Bugenhagenkirche (obecnie kościół garnizonowy pw. św. Wojciecha). Następnie po dwudziestu latach (w 1926 roku) pomniejszono część zachodnią, co było związane z poszerzaniem Kurfürsten Str. Nekropolię zamknięto przed 1939 r. a w jego miejscu powstał skwer miejski im. Friedricha Ackermanna z zachowanym starodrzewiem i fragmentem muru cmentarnego. Od strony ulicy Kopernika rośnie jesion wyniosły w odmianie jednolistnej (Fraxinus excelsior 'Diversifolia'). W zachodniej części cmentarza wybudowano stację paliw.